# گروه آنت
گروه آنت (انگلیسی: Ant Group) شرکت خدمات مالی چینی است،که در سال ۲۰۱۴ توسط جک ما تأسیس شد.